# Carbon dioxide lỏng
Carbon dioxide lỏng là trạng thái lỏng của carbon dioxide, không thể xảy ra dưới áp suất khí quyển. Nó chỉ có thể tồn tại ở áp suất trên 5,1 atm (5,2 bar; 75 psi), dưới 31,1 °C (nhiệt độ của điểm tới hạn) và trên -56,6 °C (nhiệt độ của điểm ba trạng thái). Việc sử dụng và ứng dụng của nó bao gồm chiết xuất dầu ôliu nguyên chất, bình chữa cháy và làm chất làm mát.

## Tính chất

### Thuộc tính tổng quát

Biểu đồ pha áp suất-nhiệt độ carbon dioxide

Carbon dioxide lỏng là carbon dioxide ở thể khí nén và lạnh. Nó không thể tồn tại trong điều kiện khí quyển. Nó chỉ tồn tại khi áp suất trên 5,1 atm và nhiệt độ dưới 31,1 °C (nhiệt độ của điểm tới hạn) và trên -56,6 °C (nhiệt độ của điểm ba trạng thái). Công thức hóa học của nó là carbon dioxide ở thể khí (CO₂). Nó trong suốt, không mùi và mật độ của nó là 1101 kg/m³ khi ở trạng thái chất lỏng bão hòa trong -37 °C.
Độ hòa tan của nước trong carbon dioxide lỏng thường được đo từ -29 °C đến 22,6 °C. Trong khoảng nhiệt độ đó, áp suất giao động từ 15 đến 50 atm.